# Demcsák Zsuzsa
Demcsák Zsuzsa (Prága, 1978. augusztus 21. –) magyar modell, televíziós műsorvezető. Hosszú évekig a TV2 műsorvezetője volt. Állását 2017 áprilisában felmondta, családi okokra hivatkozva. 2020. november 15-én visszatért a TV2 képernyőjére, ahol Gáspár Zsolttal közösen a Farm VIP-t és annak háttérműsorát vezetik.

## Életpályája
Édesapja közgazdász, édesanyja főszerkesztője a Piac és Profit gazdasági havilapnak, amelyben a Demcsák család tulajdonosi részesedéssel is bír. Tanulmányait a Budapesti Közgazdaságtudományi Egyetemen, majd 2002-től az ELTE Állam- és Jogtudományi Karán folytatta, de rövid idő után tanulmányainak vége szakadt, így azt nem végzett el.

### Jelöltsége a kormányszóvivői posztra
Az Index.hu hírportál egy 2007. február 27-ei cikkében írt arról, hogy Danks Emese kormányszóvivő helyét hosszabb válogatás után Demcsák Zsuzsa veszi át. A Nemzetbiztonsági Hivatal megkezdte Demcsák C típusú átvilágítását, miközben a sajtóban Demcsák férjével kapcsolatos cikkek jelentek meg. A Magyar Nemzet cikke szerint Demcsák férjét, Kiss József vállalkozót üzleti kapcsolat fűzi Sz. Istvánhoz, akit a rendőrség bűnszervezet vezetésével és működtetésével, illetve egy diósdi kettős emberölés megrendelésével gyanúsít. Demcsák ezt cáfolta, és beperelte az újságot. Közben a leendő kormányszóvivő elindította saját blogját. Az ellenzéki pártok mellett elvi okokból az SZDSZ sem támogatta Demcsák jelölését.
2007. március 26-án Demcsák bejelentette, hogy visszalép a kormányszóvivői poszttól; bár a kormány reformpolitikáját támogatja, azonban a személyét és családját ért támadások miatt úgy ítéli meg, hogy azzal segíti a kormány munkáját, ha a szóvivőségtől eláll.

## Televíziós karrierje
Kezdetben a Magyar Televízió Tonik című műsorának műsorvezetője volt. 1996-ban benevezték a Szupermodell című versenybe, ahol a legjobb 15 közé jutott. 1997-ben a TV2 Fort Boyard – Az erőd című műsorának műsorvezetője volt. Ezután riporter volt a Tények, majd a Jó estét, Magyarország! című műsorokban. 
Műsorvezető volt a Jó reggelt, Magyarország! című műsorban, valamint az ATV Reggeli JAM című műsorát vezette. 2017. áprilisáig a TV2, Mokka című műsorának műsorvezetője volt. 2020-tól a LifeTV műsorvezetője lett, ahol a Bréking című műsort vezeti. Emellett a Farm VIP háziasszonya is a TV2-n.

## Műsorai
| Év        | Műsor                                                      | Szerepkör   | Csatorna      |
| --------- | ---------------------------------------------------------- | ----------- | ------------- |
| 1997      | Fort Boyard – Az erőd                                      | műsorvezető | TV2           |
| 1997–2002 | Jó reggelt, Magyarország!                                  | műsorvezető | TV2           |
| 2005      | 2005-ös Eurovíziós Dalfesztivál – magyarországi közvetítés | kommentátor | MTV           |
| 2008–2009 | Reggeli Jam                                                | műsorvezető | ATV           |
| 2008–2017 | Mokka                                                      | műsorvezető | TV2           |
| 2016      | A Nagy Duett                                               | versenyző   | TV2           |
| 2017      | Egyenes Beszéd                                             | műsorvezető | ATV           |
| 2017      | ATV Start                                                  | műsorvezető | ATV           |
| 2018      | MasterChef VIP                                             | versenyző   | TV2           |
| 2019      | Ázsia Expressz                                             | versenyző   | TV2           |
| 2020      | #maradjotthon                                              | szereplő    | TV2           |
| 2020–2021 | Bréking                                                    | műsorvezető | LifeTV        |
| 2020–     | Farm VIP                                                   | műsorvezető | TV2           |
| 2020–2021 | Farm, ahol éltünk!                                         | műsorvezető | TV2           |
| 2021      | Dancing with the Stars                                     | versenyző   | TV2           |
| 2022      | Money or Love – Fogadj a szerelemre!                       | műsorvezető | Super TV2     |
| 2025-     | Példaképek Demcsák Zsuzsával                               | műsorvezető | TV2 Play      |
| 2025      | Password – A jelszó                                        | versenyző   | TV2           |
| 2025-     | Cégfejlesztők                                              | műsorvezető | ATV, TV2 Play |

## Könyvei
- Konyha, tündérek. Receptkönyv kisgyerekes szülőknek; Piac & Profit K., Budapest, 2011
- A másik életem; Athenaeum, Budapest, 2014
- Példa-képek. Sosem hallott vallomások, sosem látott portrék; riporter Demcsák Zsuzsa, fotó Bali Sándor; Athenaeum, Budapest, 2015